# Donnersbergkreis
Donnersbergkreis este un district rural (în germană Landkreis) în landul Renania-Palatinat, Germania.